# Boomerangiana dimidiata
Genre
Synonymes
- Boomerangia Szymkowiak, 2014 nec Siddiqi, 1994

Espèce
Synonymes
- Xysticus dimidiatus L. Koch, 1867
- Diaea velata L. Koch, 1876

Boomerangiana dimidiata, unique représentant du genre Boomerangiana , est une espèce d'araignées aranéomorphes de la famille des Thomisidae.

## Distribution
Cette espèce est endémique du Queensland en Australie. Elle se rencontre vers Brisbane, Cairns, Gayndah, Peak Downs et Rockhampton.

## Description
Les femelles mesurent de 3 à 4 mm.

## Systématique et taxinomie
Cette espèce a été décrite sous le protonyme Xysticus dimidiatus par L. Koch en 1867. Elle est placée dans le genre Diaea par L. Koch en 1875 puis dans le genre Boomerangia par Szymkowiak en 2014 qui dans le même temps place Diaea velata en synonymie. Le nom Boomerangia Szymkowiak, 2014 étant préoccupé par Boomerangia Siddiqi, 1994 dans les nématodes, il est renommé par Boomerangiana par Szymkowiak et Sherwood en 2021.

## Publications originales
- L. Koch, 1867 : « Beschreibungen neuer Arachniden und Myriapoden. II. » Verhandlungen der Kaiserlich-Königlichen Zoologisch-Botanischen Gesellschaft in Wien, vol. 17, p. 173-250 (texte intégral).
- Szymkowiak, 2014 : « Revision of Australian species of the genus Diaea (Araneae: Thomisidae) with redefinition of their taxonomic status. » Annales Zoologici, vol. 64, no 3, p. 333-477.
- Szymkowiak & Sherwood, 2021 : « A replacement name for Boomerangia Szymkowiak, 2014 (Araneae: Thomisidae). » Zootaxa, no 5039(1), p. 149-150.